# 古賀新三

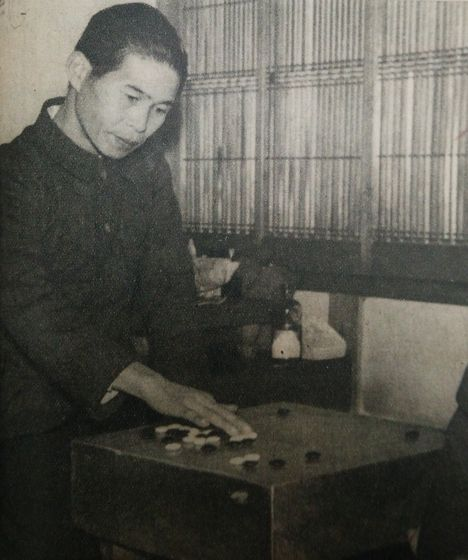
古賀新三

古賀 新三（こが しんぞう、1907年? - 1993年2月）は、日本の陸上競技選手、専門はマラソン。戦前から戦後間もない時期にかけて、各地の駅伝やマラソン大会に出場し、優勝を重ねる活躍をした。選手として活躍していた当時は、三井山野炭鉱に所属する、炭坑労働者であった。

## おもな成績
特記のない限り、種目はマラソン：
- 1946年10月20日：第1回 全日本毎日マラソン選手権（大阪：後のびわ湖毎日マラソンの前身）
  - 優勝 - 2:44:57
    - 古賀は前半からトップに立ち、最後は独走で優勝した[5]。

- 1946年11月：第1回国民体育大会
  - 20km 優勝 - 1:10:31.8[6]。

- 1947年5月18日：第2回 全日本毎日マラソン選手権（大阪）
  - 優勝 - 2:43:17[7]。

- 1947年10月：第31回 日本陸上競技選手権大会（福岡県）
  - 優勝 - 2:41:17[4]。

- 1947年秋：第2回国民体育大会（石川県）
  - 優勝 - 2:36:33[6][4]。

- 1947年12月7日：第1回 朝日マラソン（熊本県：後の福岡国際マラソンの前身）
  - 2位 - 2:48:06
    - 優勝候補と目されていた古賀は、トップで中間点を折り返したが、残り7kmで右足を痛め、最後の2kmは歩いてゴールした。優勝は、2:45:45を出した和田敏一[4]。

- 1948年5月9日：第3回 全日本毎日マラソン選手権（大阪）
  - 優勝 - 2:40:05
    - 前半は福家年夫と競り合い、後半は独走に持ち込んだ[8]。

- 1948年秋：第3回国民体育大会（福岡県）
  - 優勝 - 2:42:41[6]。

- 1949年5月8日：第4回 全日本毎日マラソン選手権（大阪）
  - 7位 - 2:57:12
    - 優勝は2:40:32を出した山田三郎[9]。

- 1949年12月4日：第3回 朝日マラソン（静岡県）
  - 優勝 - 2:40:26
    - 既に42歳になっていた古賀は、若手だった山田敬蔵とのマッチレースを制して優勝したが、これを機に本格的なマラソン競技から引退した[1]。

- 1950年2月：第1回 朝日駅伝競走に出場[3]